# 이시카와 유이
이시카와 유이(일본어: 石川 由依, 1989년 5월 30일 ~ )는 일본의 여자 성우, 배우이다. mitt management 소속이며 효고현 출신이다.

## 출연 작품

### 애니메이션

#### 2007년
- 오뎅 - 오징어 짱
- 히로익 에이지 - 디아네이라 이 라이샤 아르토리아 올 유노스

#### 2008년
- 드루아가의 탑 The Animation - 파티만 공주

#### 2009년
- DARKER THAN BLACK -유성의 제미니- - 타냐 아쿨로

#### 2013년
- 건담 빌드 파이터즈 - 코우사카 치나
- 루팡 3세 princess of the breeze ~숨겨진 공중 도시~ - 유티카
- 진격의 거인 1기 - 미카사 아커만
- 포켓몬스터 베스트위시 데코로라 어드벤처 - 홀리
- 포켓몬스터 THE ORIGIN - 레이나

#### 2014년
- 건담 빌드 파이터즈 트라이 - 코우사카 치나
- 아이카츠! - 신죠 히나키
- 유희왕 ARC-V - 아카바 레이라, 올가
- Bonjour♪ 사랑맛 파티스리 - 하루노 사유리

#### 2015년
- DIABOLIK LOVERS - 무카미 코우(少)
- 표적이 된 학원 - 소가 하루카
- 종말의 세라프 - 유키미 시구레
- 진격! 거인 중학교 - 미카사 아커만
- 창궁의 파프너 EXODUS - 미카가미 미미카

#### 2016년
- 걸리시 넘버 - 카타쿠라 코토
- 우시오와 토라 - 카오리
- 퀄리디아 코드 - 우타라 카나리아

#### 2017년
- 변변찮은 마술강사와 금기교전 - 웬디 나블레스
- 아이카츠 스타즈! - 신죠 히나키
- 에로망가 선생 - 타카사고 토모에
- 진격의 거인 Season 2 - 미카사 아커만

#### 2018년
- 데블즈라인 - 타이라 츠카사
- 바이올렛 에버가든 - 바이올렛 에버가든
- Fate/EXTRA Last Encore - 키시나미 하쿠노(女)[14]
- 하네배드! - 에비나 유우
- 진격의 거인 Season 3 (파트 1) - 미카사 아커만
- 일하는 세포 - 후배 적혈구 NT4201
- RErideD -시간을 넘는 데리다- - 소녀

#### 2019년
- 케모노 프렌즈 2 - 꾸르르
- 아주르 레인 THE ANIMATION - 엔터프라이즈
- 진격의 거인 Season 3 (파트 2) - 미카사 아커만
- 어새신즈 프라이드 - 엘리제 엔젤
- 아이카츠 온 퍼레이드! - 신죠 히나키

#### 2020년
- 런웨이에서 웃어줘 - 츠무라 호노카
- 던전앤파이터: 역전의 바퀴 - 아이리스 포츈싱어
- 신이 된 날 - 이자나미 쿄코
- 요괴학원Y ~N과의 조우~ - 고로미
- 이와카케루! -Sport Climbing Girls- - 우에하라 준
- 진격의 거인 The Final Season - 미카사 아커만
- 포켓몬스터 새벽빛의 날개 - 마리

#### 2021년
- 트로피컬 루즈! 프리큐어 - 이치노세 미노리/큐어 파파야
- 안녕, 나의 크라머 - 이토 하루나
- 성녀의 마력은 만능입니다 - 타카나시 세이

#### 2022년
- 진격의 거인 파이널 2기 - 미카사 아커만

### OVA
- 에로망가 선생 - 타카사고 토모에

### 극장판

#### 2016년
- 목소리의 형태 - 사하라 미요코

#### 2018년
- 극장판 진격의 거인 2기: 각성의 포효 - 미카사

#### 2019년
- 바이올렛 에버가든 외전: 영원과 자동수기인형 - 바이올렛 에버가든

#### 2020년
- 극장판 바이올렛 에버가든 - 바이올렛 에버가든

#### 2021년
- 기동전사 건담: 섬광의 하사웨이 - 에메랄다 주빈

#### 2024년
- 진격의 거인 더 라스트 어택 - 미카사

### 무대
- 음악극 창궁의 파프너 - 타테가미 세리
- 음악극 요르하 - A2

### 드라마 CD
- 종말의 세라프 - 유키미 시구레
- 진격의 거인 - 미카사 아커만
- 히로익 에이지 - 디아네이라 이 라이샤 아르토리아 올 유노스

### 게임
- 그랑블루 판타지 - 로자미아
- 드리프트 걸즈 - 후쿠이 마나미(재현)
- 서든어택 - 전투 미소녀 캐릭터
- 어나더 에덴 ~시공을 넘는 고양이~ - 이스카

#### 2014년
- 소드 아트 온라인 : 할로우 프래그먼트 - 필리아

#### 2015년
- 파이어 엠블렘 if - 린카
- 하얀고양이 프로젝트 - 낸시 나셸

#### 2016년
- 레코러브 - 히메라기 린제
- 소녀전선 - 게이저
- 진격의 거인 - 미카사 아커만

#### 2017년
- 니어:오토마타 - 2B
- 그랑블루 판타지 - 미카사 아커만
- 데스티니 차일드 - 이브
- 벽람항로 - 엔터프라이즈
- 어나더에덴 - 이스카

#### 2018년
- 니노쿠니 II 레버넌트 킹덤 - 알피니
- 던전에서 만남을 추구하면 안 되는 걸까 ~메모리아 프레제~ - 미카사 아커만
- 소울칼리버 6 - 2B
- 앨리스 기어 아이기스 - 모모시나 후미카
- 월드 오브 워쉽 - 엔터프라이즈
- 진격의 거인 2 - 미카사 아커만
- 창청의 미라주 - 비스마르크
- Fate/EXTELLA LINK - 키시나미 하쿠노(女)
- 하얀고양이 프로젝트 - 미카사 아커만

#### 2019년
- LoveR - 히메노기 린제
- 하얀 강철의 X THE OUT OF GUNVOLT - 블레이드
- 클로저스 - 파이 윈체스터
- 랑그릿사 모바일 - 미지의 기사, 에밀리
- 러브라이브! ALL STARS - 카와모토 미사토
- 메카시티:ZERO - 이오리
- 퍼니싱 그레이 레이븐 - 루시아
- 명일방주 - 나이팅게일 , 리스캄
- 테일즈 오브 크레스토리아 - 미제라

#### 2020년
- SAMURAI SHODOWN - 마지키나 미나
- Sdorica - 티토리마
- 군림지경- 유이
- 라스트오리진 - AG-2C 세이렌, 아자젤, 다크엘븐 포레스트레인저
- 푸른 맹세 - 카를스루에, 후부키
- 외화
- 하와이 파이브 오 시즌 4 - 사샤 피터즈
- 모털 엔진 - 헤스터 쇼
- 쥬라기 월드: 폴른 킹덤 - 지아 로드리게즈